# Przedzeń
Przedzeń – wieś w Polsce położona w województwie wielkopolskim, w powiecie kaliskim, w gminie Ceków-Kolonia.
Wieś położona jest 2 km od trasy Kalisz – Turek. Jest to miejscowość licząca 130 mieszkańców. Dopiero po parcelacji w 1864 roku Przedzeń zaludnił się i rozbudował. Obecnie miejscowość zajmuje powierzchnię 264 hektarów. Do dziś przetrwało kilka starych budowli. Jedną z nich jest sala OSP. Powstała ona w 1918 r. Mieszkańcy od razu postanowili kupić sprzęt strażacki, który z początku przechowywali w drewnianej szopie. W 1933 roku 35 mieszkańców w czynie społecznym wybudowało remizę. Przedzeń należy do parafii pod wezwaniem św. Wojciecha w Kościelcu Kaliskim. W ciągu roku odbywają się w niej trzy odpusty. 
W latach 1975–1998 miejscowość administracyjnie należała do województwa kaliskiego.

## Galeria

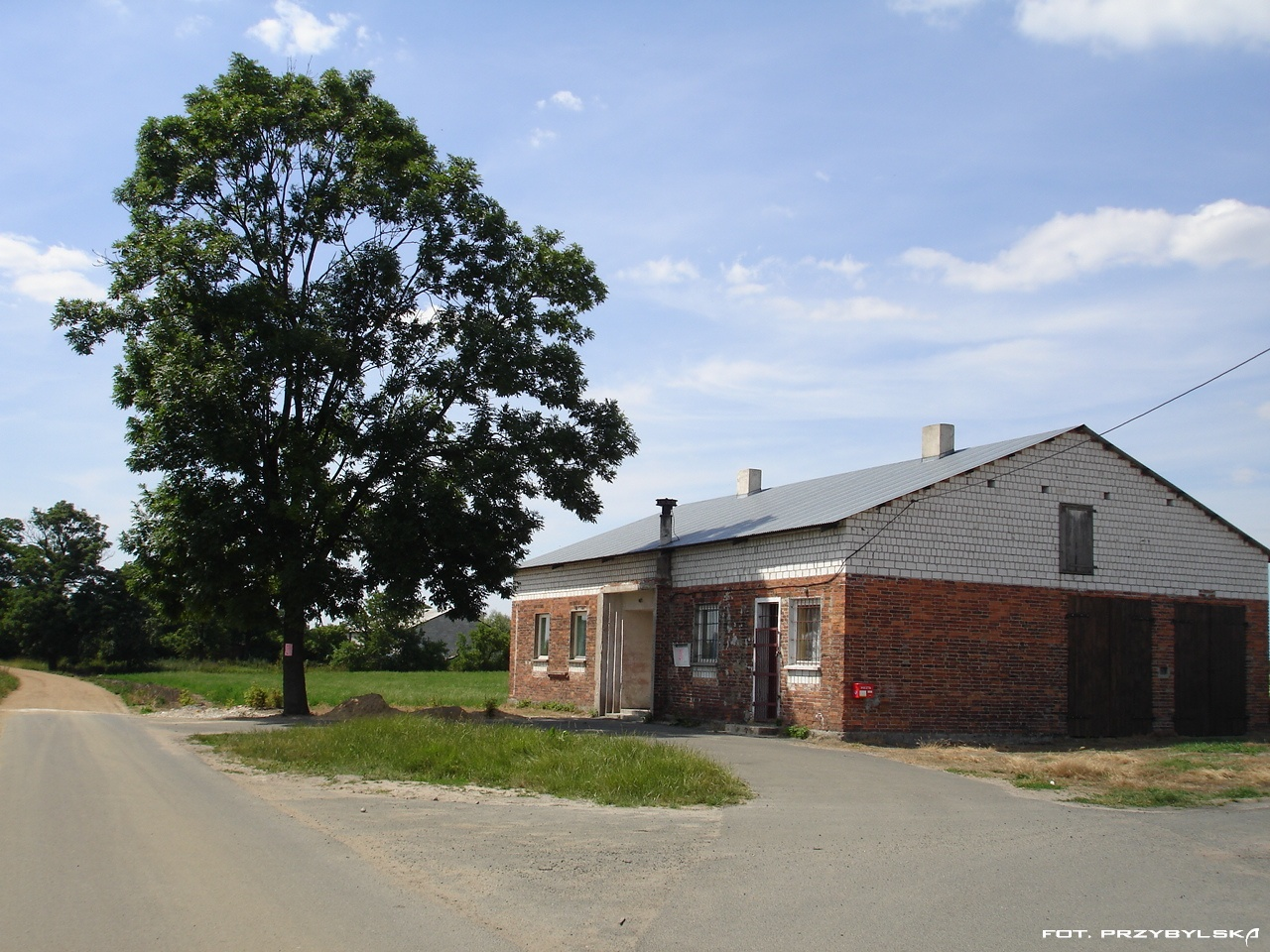
Remiza
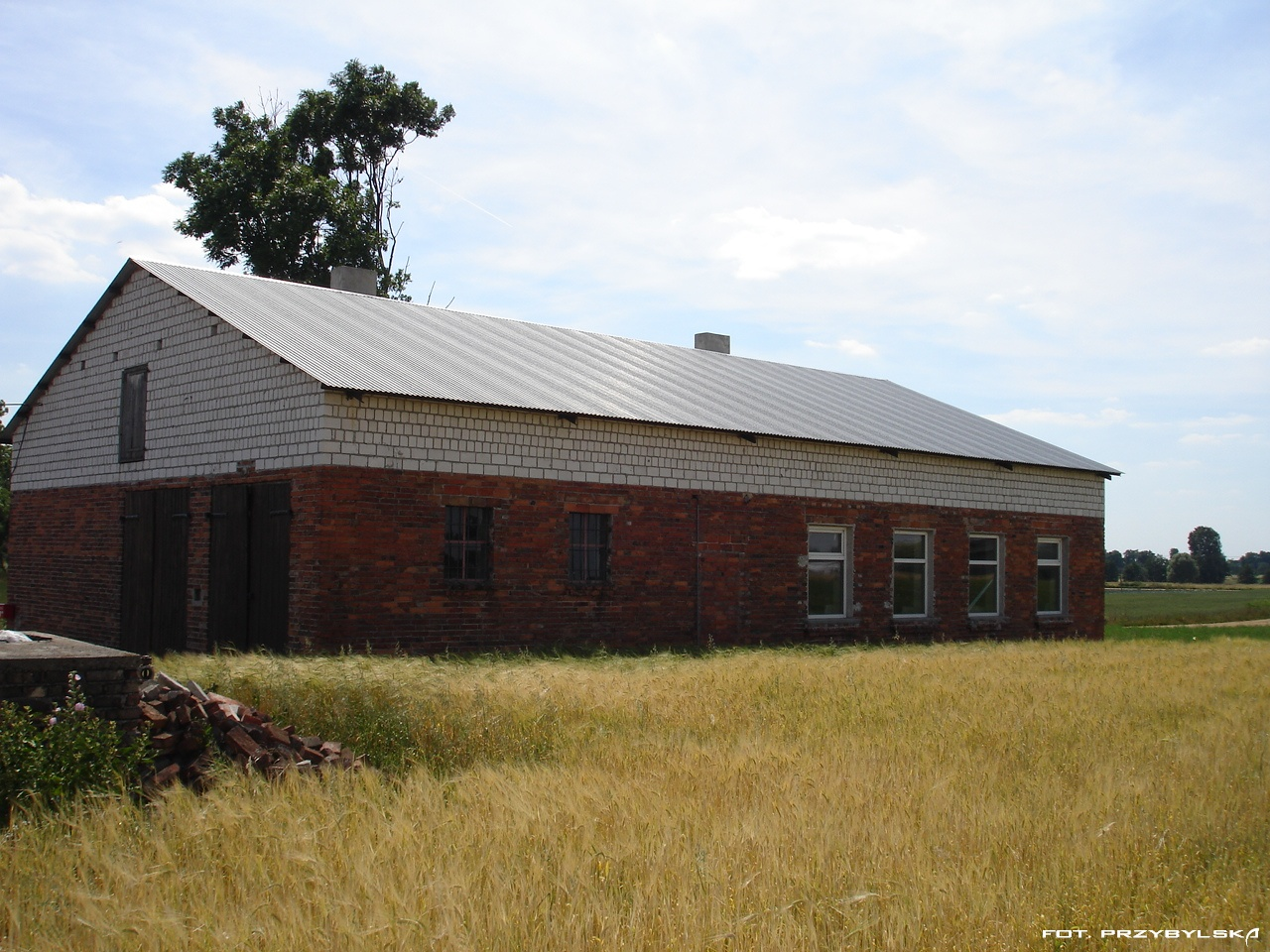
Remiza widok z tyłu
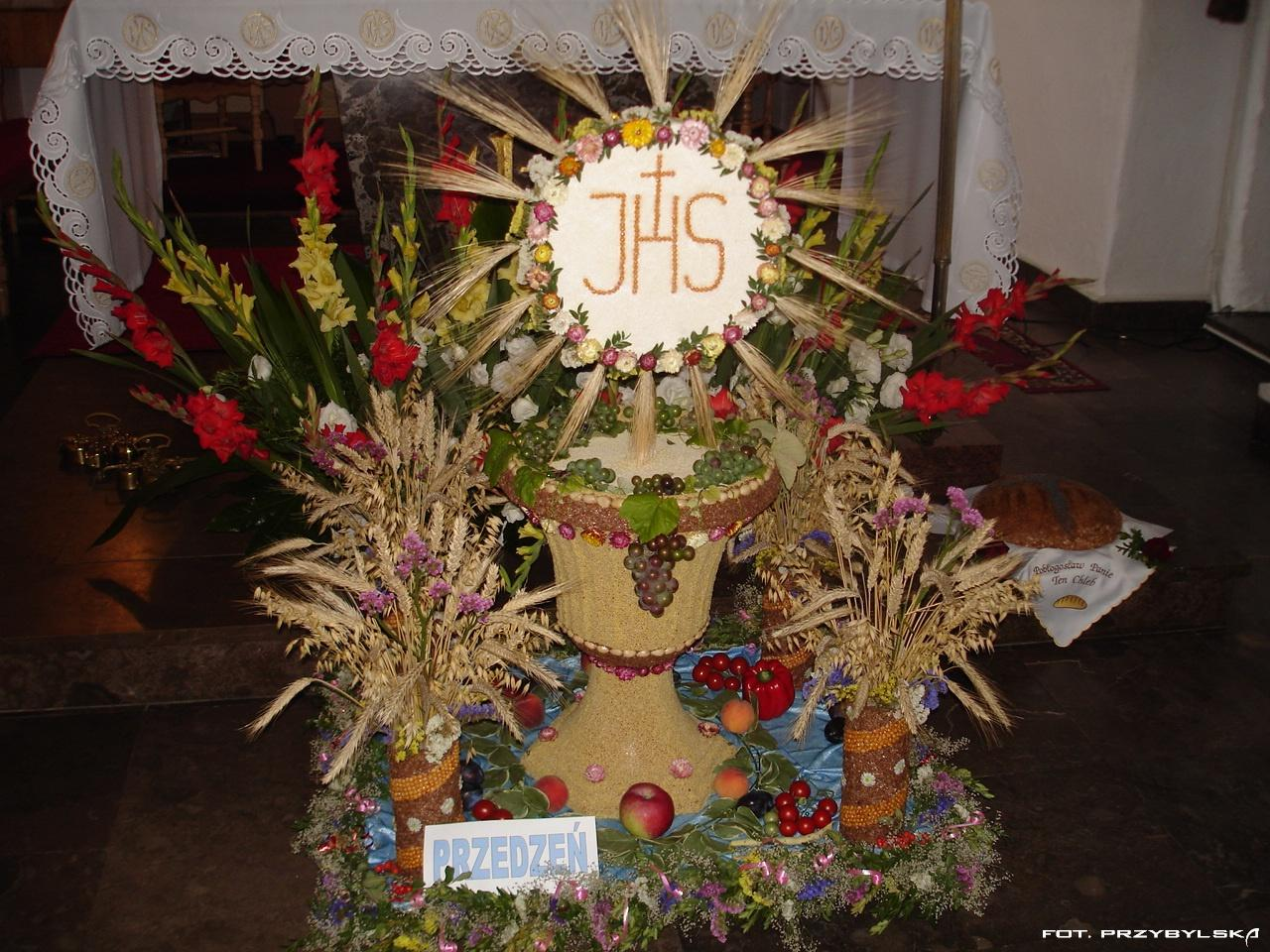
Wieniec dożynkowy 2008